# Araniella maderiana
Araniella maderiana is een spinnensoort uit de familie wielwebspinnen. Deze spin komt voor op de Canarische Eilanden en Madeira. De soort werd in 1905 wetenschappelijk beschreven.
Het is een kleine groene spin met twaalf zwarte stippen op het langwerpige achterlijf. De spin is moeilijk te onderscheiden van andere komkommerspinnen.